# Lissington
53°20′7.09″N 0°20′10.66″V / 53.3353028°N 0.3362944°V
Lissington er en landsby som ligger omkring seks km syd for Market Rasen og fire kilometer nord for Wragby, West Lindsey, Lincolnshire, England. Landsbyen omtales i Domesday Book år 1086 under navnet Lessintone. Landsbyen har en kirke som blev opført i 1796 og restaureret i 1895 og 1925. Landsbyen havde 138 indbyggere i 2001.

## Eksterne links
- Wikimedia Commons har flere filer relateret til Lissington
- http://www.britishlistedbuildings.co.uk/england/lincolnshire/lissington
- http://www.genuki.org.uk/big/eng/LIN/Lissington/